# Magia (chanson de Shakira)
Pour les articles homonymes, voir Magia.
Singles de Shakira
Lejos De Tu Amor
(1991)
Magia est le premier single de la chanteuse colombienne Shakira. La chanteuse n'avait que 13 ans quand elle a enregistré cette chanson avec Sony Music en Colombie en 1991.

## Clip
Pour la chanson "Magia" vidéo enregistrée, filmée dans un parc local et un appartement en Colombie à la fin 1989.